# إكسبيديا
إكسبيديا (بالإنجليزية: Expedia) هي وكالة سفر وسياحة على الإنترنت مدارة من قبل مجموعة إكسبيديا، تقدم خدماتها في الولايات المتحدة و 15 بلدا حول العالم، تتضمن خدماتها حجز تذاكر على متن مختلف شركات الخطوط الجوية، حجوزات الفنادق وإيجارالسيارات و تنظيم الرحلات البرية والبحرية.
في 2006 حصل موقع إكسبيديا.كوم على جائزة ويبي لأفضل موقع سياحة وسفر عبر الإنترنت, وجائزة سيتفي لأفضل شركة مبتكرة من جمعية رجال الأعمال الأمريكيين.

## وصلات خارجية
- إكسبيديا على موقع Google Play (الإنجليزية)
- موقع إكسبيديا.كوم.